# Platygasterites femoralis
Platygasterites femoralis är en stekelart som beskrevs av Statz 1938. Platygasterites femoralis ingår i släktet Platygasterites och familjen gallmyggesteklar. Inga underarter finns listade i Catalogue of Life.